# St. Johannis (Tirschenreuth)

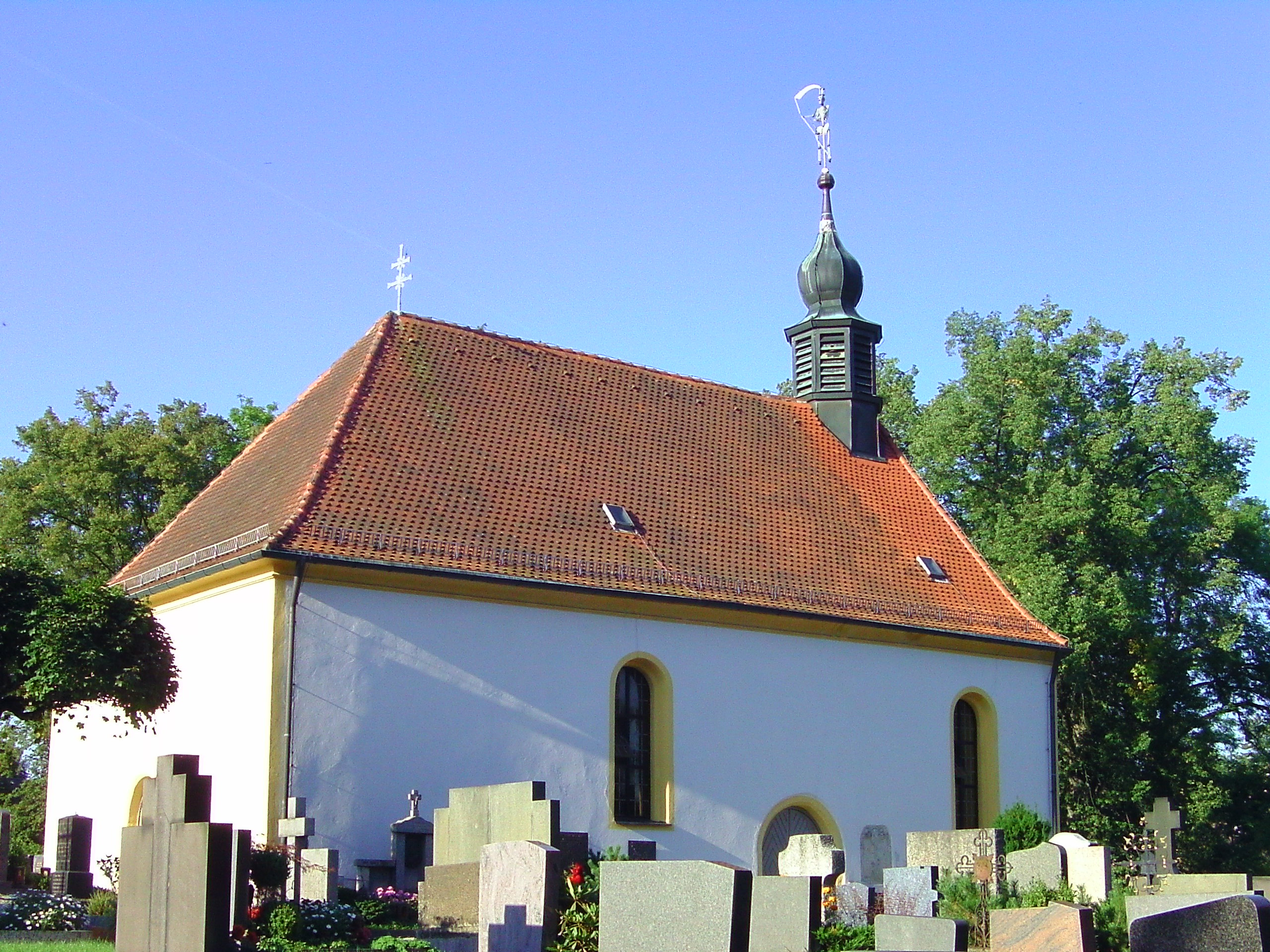
Friedhofskirche

Die Friedhofskirche St. Johannis  in Tirschenreuth ist eine kleine Friedhofskirche in der Oberpfälzer Kreisstadt Tirschenreuth im Bistum Regensburg. Sie wurde zwischen 1594 und 1596 für den Friedhof der Stadt erbaut.

## Beschreibung
Anlass für den Bau der Kirche war die Verlegung des Friedhofs von der Stadtpfarrkirche vor die Stadt.
Der Altar stammt aus dem Zeitalter des Rokoko. Auf dem Altarbild sind die beiden Heiligen Johannes Evangelist und Johannes der Täufer, denen die Kirche geweiht ist abgebildet. An der Rückseite befindet sich seit 2006 wieder der 1939 geschaffene Totentanz, bestehend aus 29 Tafeln, der aufgrund der Renovierung 1979 entfernt wurde. Auf dem Dach ist eine Figur des Sensenmannes angebracht.